# Haven van Busan

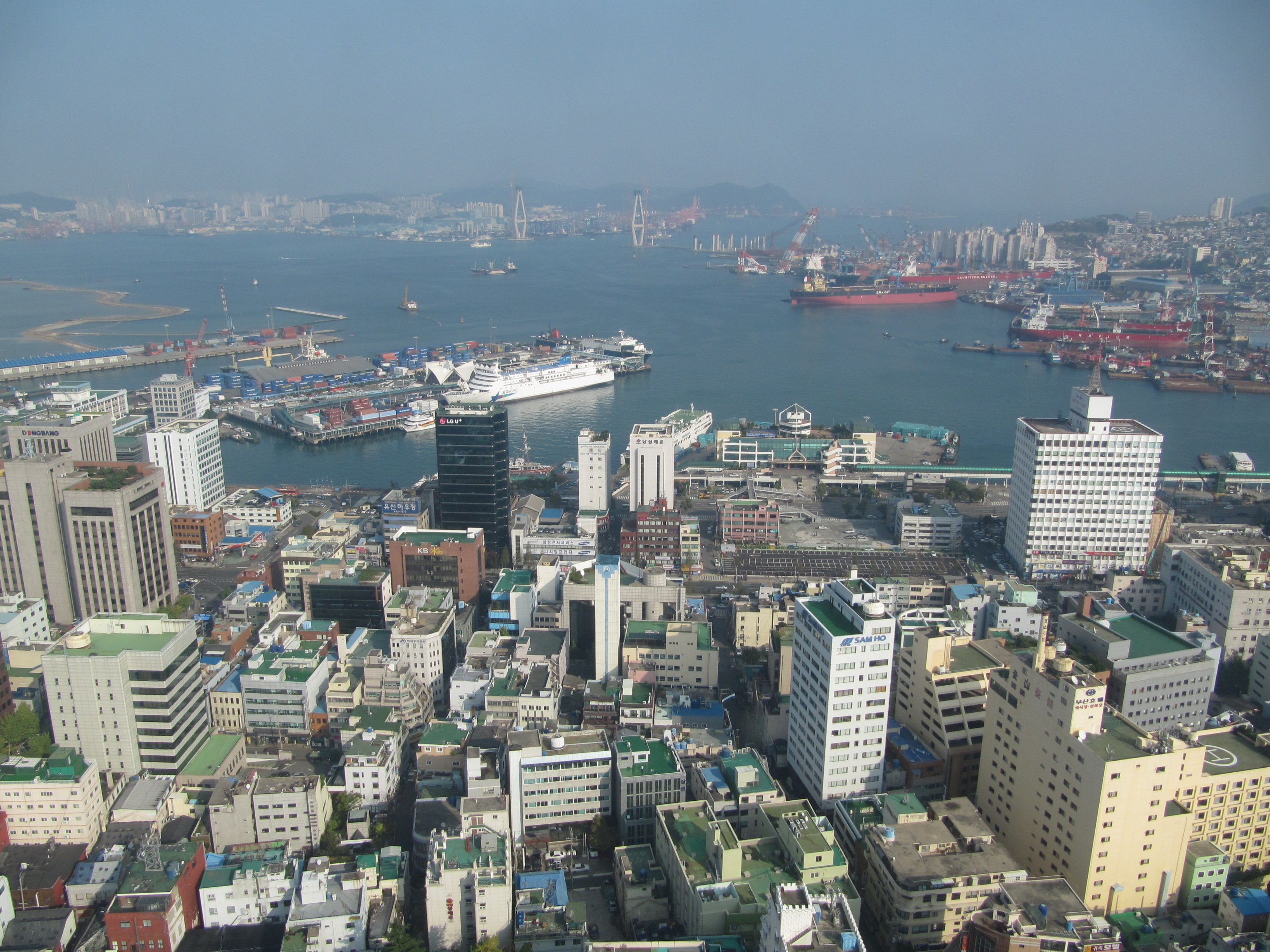
Busan met op de achtergrond de haven

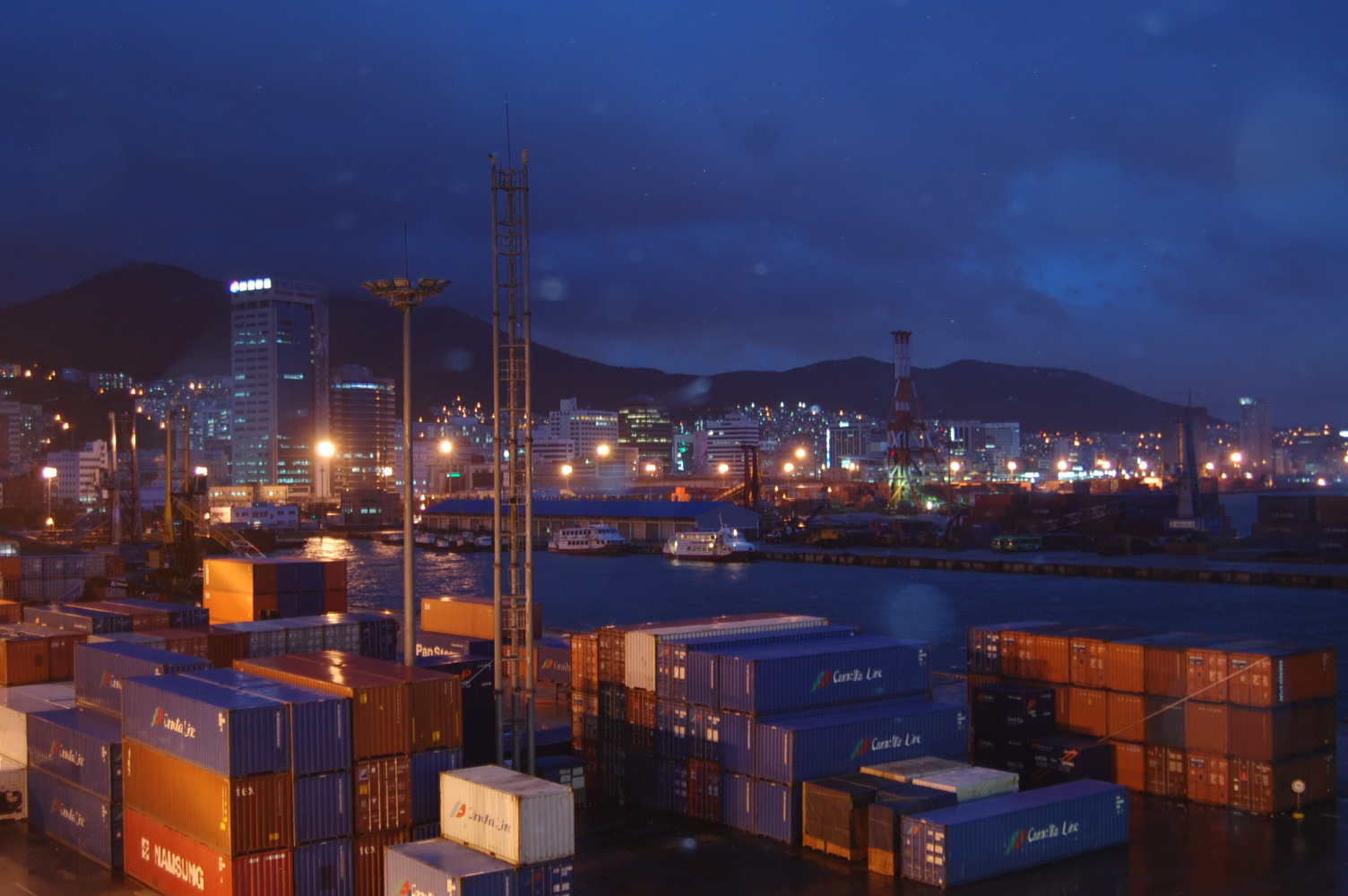
De haven van Busan

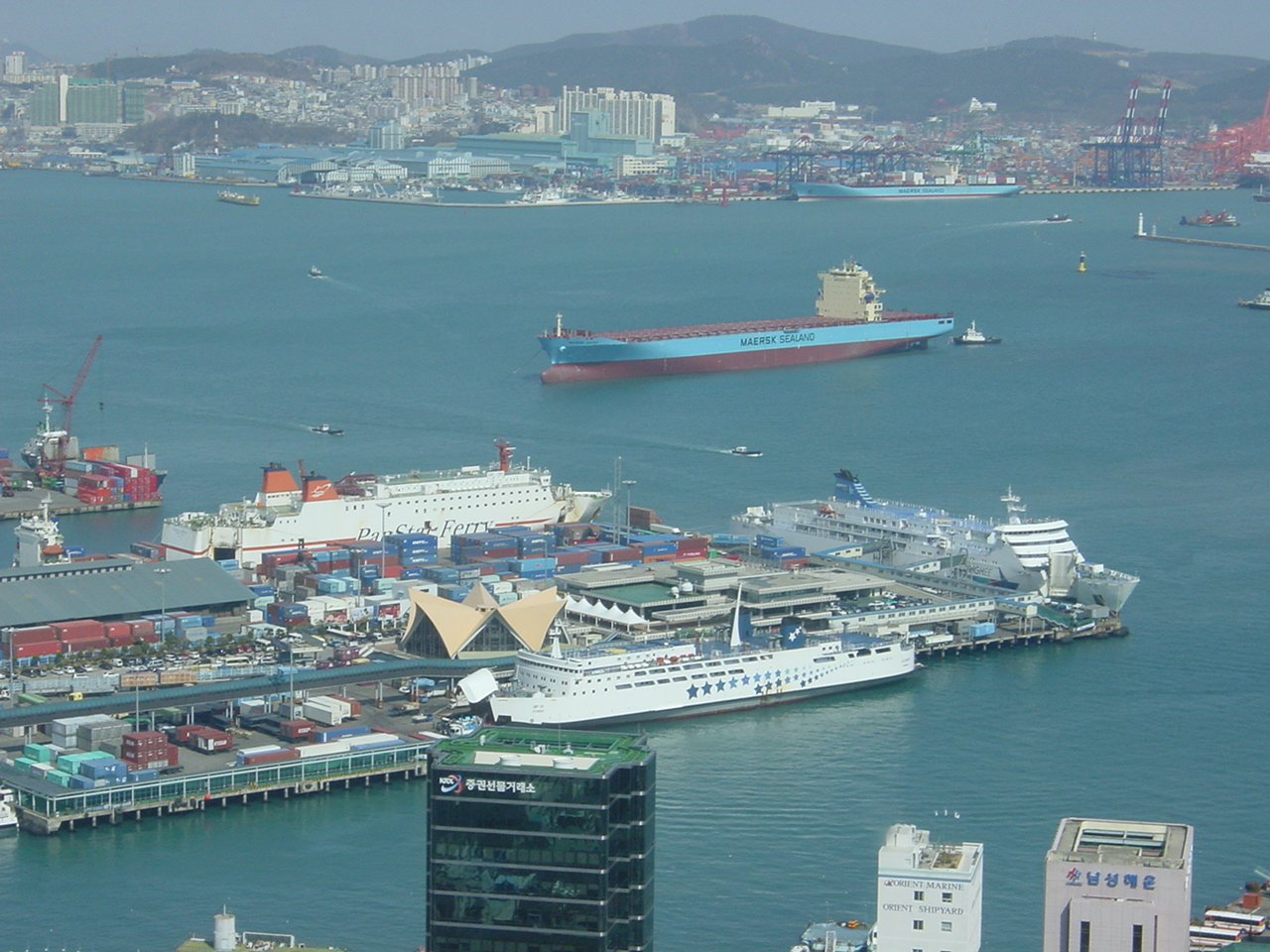
De Haven van Busan

De Haven van Busan is de grootste haven van Zuid-Korea en tevens de zevende grootste containerhaven ter wereld (wereldranglijst 2021, bron: Busan Port Authorities). De haven is gelegen aan de monding van de rivier Nakdong. 

## Geschiedenis
De haven van Busan was een chiefdom van Jinhan. De haven heeft verschillende namen gehad:
- In de tweede eeuw na Christus: Geochilsan-guk,
- Vanaf de tiende tot de veertiende eeuw: Pusanpo,

Onder de Joseondynastie besloot de regering in de 15e eeuw, de haven aan te stellen als handelspost waar ook Japanners zich mochten vestigen. Deze nederzetting werd Waegwan genoemd en bleef voortbestaan tot 1876. De haven werd geopend voor Japanse handel in 1876. In 1883 werd de haven geopend voor internationale handel. 

### Moderne tijd
Tijdens de Japanse bezetting van Korea werd het een "trading hub" met Japan. De Japanners zelf ontwikkelden de haven en transportroutes naar Japan, China en Rusland. Busan en het op het eiland Jeju gelegen Jeju-Stad zijn de enige steden die nooit in Noord-Koreaanse handen zijn gevallen tijdens de Koreaanse Oorlog. Even werd Busan de tijdelijke hoofdstad van de Republiek Korea. De Verenigde Naties bracht een verdedigingsgebied aan rond de stad in 1950, sindsdien is Busan een autonome stad.

### Opbouw van de haven
De haven van Busan werd voor de eerste maal geopend in 1876, en de Busan Maritieme Organisatie werd in 1883 opgericht.
- 1905 begin van de bouw van de steigers
- 1946 het agentschap van zakelijke aangelegenheden wordt geopend, waar het in 1949 zijn naam verandert naar Busan Maritieme Aangelegenheden Bureau
- 1950 VN-vredesmacht landt in de Haven van Busan
- 1974 Busan begint met een groot haven ontwikkelingsplan
- 1978 passagiersterminal wordt voltooid
- 1995 spoorweg tussen de Shinsundae en de Jasungdae terminal wordt geopend
- 1997 start met project "Busan New Port"

## Karakteristieken
De haven bestaat uit vier moderne havens: de noordelijke-, zuidelijke-, Gamcheon- en Dadaepo-haven. Het heeft een internationale passagiersterminal en zes containerterminals. De haven heeft in totaal 30,8 km kade waaraan 146 schepen tegelijkertijd kunnen aanmeren en een overslagcapaciteit van bijna 300 miljoen ton op jaarbasis.
In 2013 verwerkte de haven 14.306 containerschepen, waarvan 24,3% een gross tonnage (GT) hadden van meer dan 50.000 ton. In totaal verwerkte de haven 17.686 miljoen TEU's en stond hiermee op de vijfde plaats op het vlak van containerverwerking. Het is naar totaal aantal ton vracht eveneens de op acht na drukste zeehaven ter wereld in 2011. De haven heeft een nationaal aandeel van 80% met betrekking tot de containeroverslag.
| Jaar | Aantal TEU (×1000) |
| ---- | ------------------ |
| 1995 | 4.019              |
| 2000 | 6.383              |
| 2005 | 11.843             |
| 2010 | 14.194             |
| 2015 | 19.469             |
| 2020 | 21.824             |
| 2021 | 22.706             |